# ハイサーグラフ

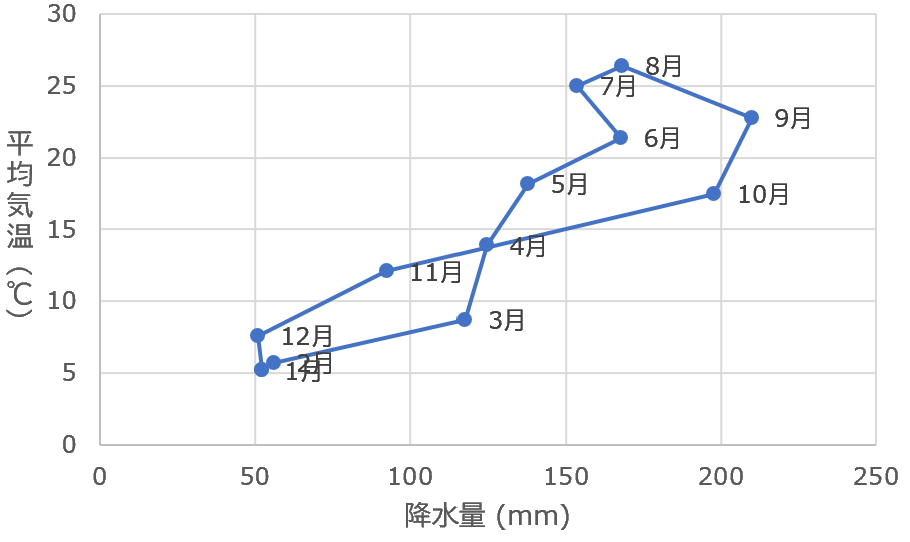
東京のハイサーグラフ

ハイサーグラフ（英: hythergraph）とは、各月の平均気温と平均降水量をグラフで示したものである。縦軸に平均気温、横軸に平均降水量をとり、各月の平均気温と平均降水量に対応する点を月の順に結び、閉じた折れ線にする。縦幅は年較差、横幅は降水量の差を表す。
気温の変動と降水量の変動の関係、季節的な気候変化を調べるために用い、グラフの大まかな形からその地域のケッペンの気候区分を知る手掛かりにもなる。
雨温図と呼ばれることもあるが、通常は雨温図といえば、横軸に月、縦軸に平均気温と降水量を示したグラフを指す。